# Русские Краи
Русские Краи — село в Кикнурском районе Кировской области России.

## География
Находится на расстоянии примерно 23 км по прямой на запад-северо-запад от райцентра поселка Кикнур.

## История
Село основано в 1855 году на месте деревни Вятские Краи для строительства церкви (Троицкой) (1867—1883 годы).
До января 2020 года входила в Кикнурское сельское поселение до его упразднения.

## Население
| 2010 |
| ---- |
| 359  |

### Историческая численность населения
В 1873 году учтено дворов 12 и жителей 144, в 1905 87 и 488, в 1926 103 и 366, в 1950 203 и 533, в 1989 проживало 732 человека.
Постоянное население составляло 606 человек (русские 93 %) в 2002 году, 359 в 2010.

## Инфраструктура

### Достопримечательности
- Троицкая церковь